# Fohlenplacken
Fohlenplacken ist eine zu Neuhaus im Solling gehörende Ortslage im Solling.

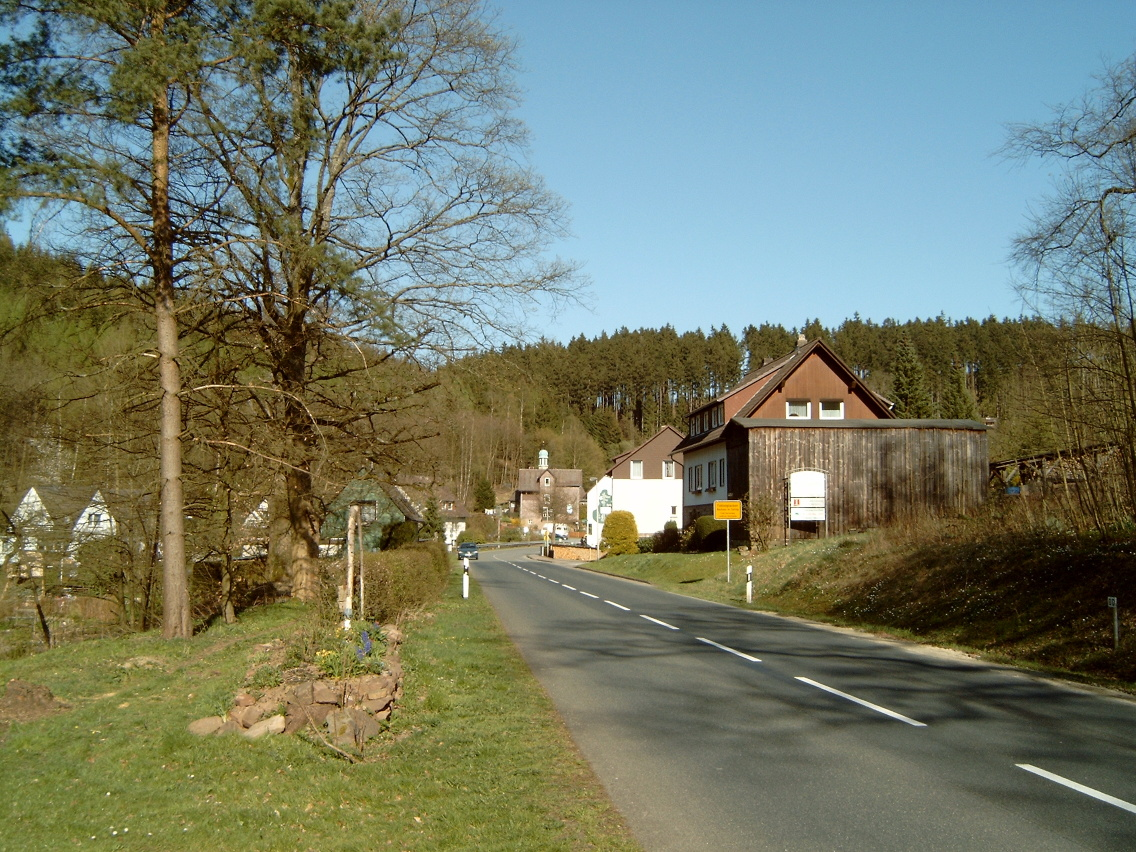
Westlicher Ortseingang Fohlenplackens

## Geographie
Das Dorf Fohlenplacken liegt rund 1,5 km (Luftlinie) nordwestlich vom Ortskern Neuhaus’ an der Holzminde auf 295 bis 340 m Höhe. Die Kreisstraße 50 zwischen Neuhaus und Holzminden führt durch die Ortslage.

## Geschichte
Die Gemarkung, in der das Kloster Corvey einst Hüterechte besaß, wurde in der Neuzeit Fülleplacke genannt. Das Amt Allersheim ließ auf den an diesem kleinen Landstück (mittelniederdeutsch Plack) vorhandenen Weiden Fohlen hüten. Im 18. Jahrhundert wurde als erstes Gebäude eine Mühle gebaut; danach folgten weitere Ansiedlungen. Die Glasurmühle war zeitweise für die Porzellanmanufaktur Fürstenberg ein Zulieferer. Im Jahr 2017 wurde nördlich des Ortes die Waldglashütte an der Holzminde archäologisch untersucht, die als zweitälteste ihrer Art in Europa gilt.

## Wirtschaft
Zu den Wirtschaftsfaktoren des Ortes gehören die Gastronomie und die Holzverarbeitung. Die Alte Mühle ist eine Ferienwohnung.